# Mihályháza
Mihályháza is een plaats (község) en gemeente in het Hongaarse comitaat Veszprém. Mihályháza telt 839 inwoners (2001).